# Swansea City AFC
Swansea City AFC este o echipa de fotbal din Swansea, Țara Galilor, care evoluează în EFL Championship.

## Palmares
Palmaresul lui Swansea City include:
The Football League
- Football League Championship
  - Promovare (1): 1980–81
  - Play-off (1): 2010–11

- Football League One (3): 1924–25, 1948–49, 2007–08
  - Promovare (1): 1978–79

- Football League Two (1): 1999–2000
  - Promovare (3): 1969–70, 1977–78, 2004–05
  - Play-off winners (1): 1987–88

Competiții naționale
- Football League Cup (1): 2012–13

- FA Cup
  - Semifinalist (2): 1925–26, 1963–64

- Football League Trophy (2): 1993–94, 2005–06

- Welsh Cup (10): 1912–13, 1931–32, 1949–50, 1960–61, 1965–66, 1980–81, 1981–82, 1982–83, 1988–89, 1990–91
  - Finalist (8): 1914–15, 1925–26, 1937–38, 1939–40, 1948–49, 1955–56, 1956–57, 1968–69

- FAW Premier Cup (2): 2004-05, 2005–06
  - Finalist (2): 2000-01, 2001–02

### Competiții Europene
- Cupa UEFA
  - Calificări: 1961-62, 1966–67, 1981–82, 1982–83, 1983–84, 1989–90, 1991–92

- UEFA Europa League
  -  Șaisprezecimi (1) : 2014

## Numere retrase
40 –  Besian Idrizaj, Atacant (2009–10) – posthumous